# Daniel Block
Daniel Block, auch Blok, Blockh, Blockhen (* 1580 in Stettin; † 1660 in Rostock) war ein deutscher Porträtmaler der Spät-Renaissance.

## Leben
Daniel Block war ein Sohn des Kaufmanns Martin Block, der aus Utrecht nach Stettin gekommen war. 1593 war er Lehrling bei Jacob Scheren in Danzig. Block spezialisiert sich auf Porträtmalerei und arbeitete an mehreren Höfen, so bei Christian IV. von Dänemark und Gustav Adolf von Schweden.
Um 1609 kam er zum ersten Mal nach Mecklenburg. 1612 siedelte er sich in Schwerin an und wurde 1616 zum Hofmaler und Geheimen Kammerdiener von Herzog Adolf Friedrich I. von Mecklenburg-Schwerin. 1623 wurde er Herzoglich mecklenburg-schwerinscher Fischmeister. 1626 ernannte ihn Herzog Johann Albrecht II. von Mecklenburg-Güstrow zum Gemäldewärter und Fischmeister.
Block verlor zwei Mal alle seine Habe: zunächst 1630 als Folge des Dreißigjährigen Kriegs und dann 1651 beim Stadtbrand Schwerins. Danach zog er nach Wismar und zuletzt nach Rostock.
Von seinen Söhnen wurden drei Maler: Adolf, Emanuel in Rostock, und Benjamin als der bekannteste und erfolgreichste von ihnen in Ungarn, Italien und Süddeutschland.

## Werke
- Adolf Friedrich I. (um 1635), seit Mitte des 19. Jahrhunderts in der Ahnengalerie im Schweriner Schloss
- Marie Katharine (um 1635), seit Mitte des 19. Jahrhunderts in der Ahnengalerie im Schweriner Schloss
- Johann Albrecht II. (1635), Nationalmuseum Warschau

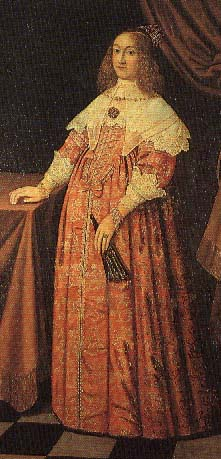
Marie Katharine
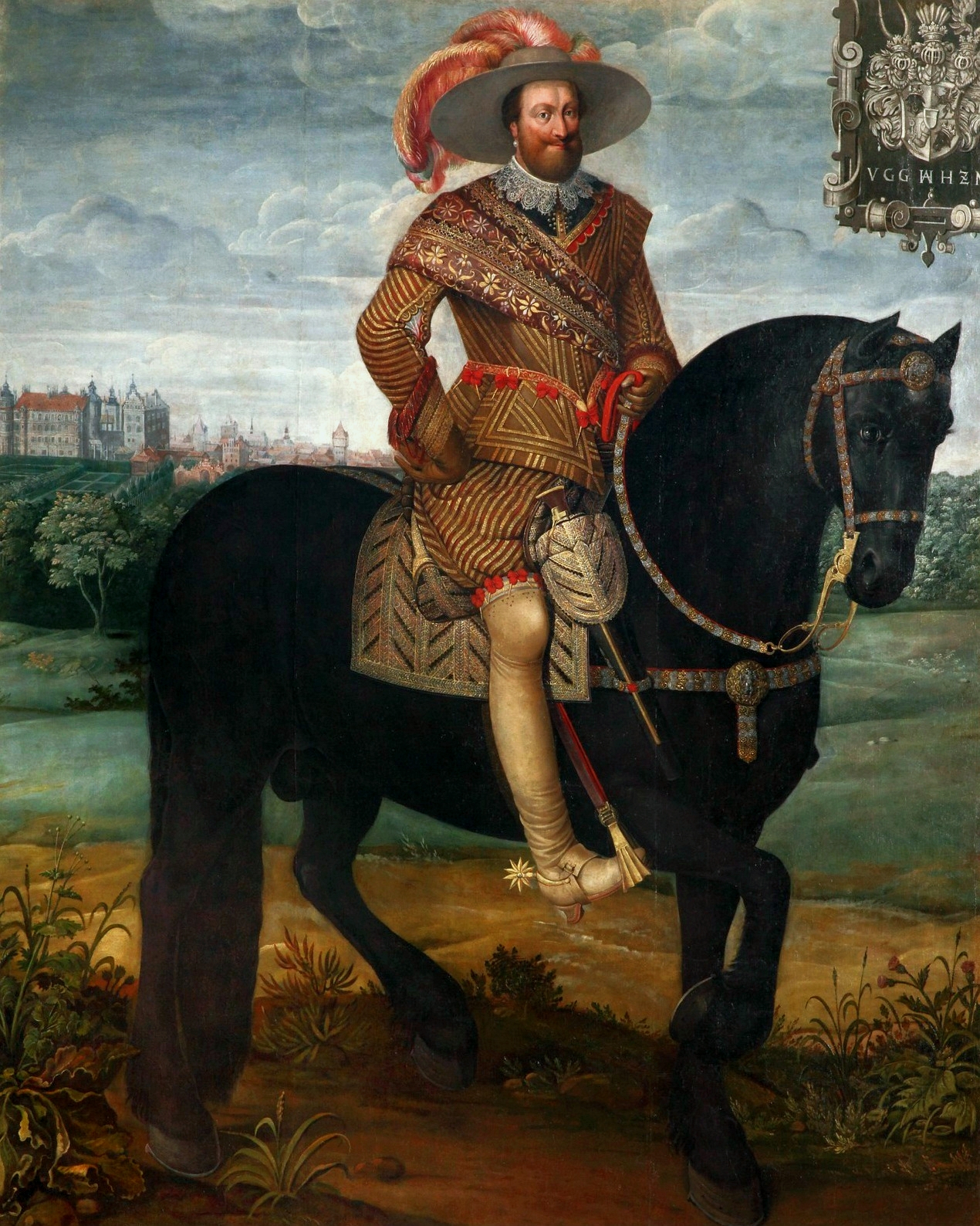
Johann Albrecht II.